# 朱东铁
朱东铁（1971年9月—），男，湖南省邵阳市洞口县人，中华人民共和国政治人物。

## 生平
朱东铁早年担任长沙市水利建设投资管理中心主任、总经理。后来，他以中共长沙市委副秘书长的身份支援西藏，并担任中共贡嘎县党委书记。回到湖南后，朱氏转任长沙市交通运输局党委书记。2013年转任长沙市天心区党委副书记、区长。2016年，他升任中共天心区委书记。
2020年2月，朱东铁升任长沙市人民政府副市长，跻身为副厅级干部。2021年4月，他升任中共长沙市委常委、并兼任浏阳市党委书记。2024年5月，调回长沙市，出任湖南省水利厅党组书记、厅长。